# 1693년 시칠리아 지진

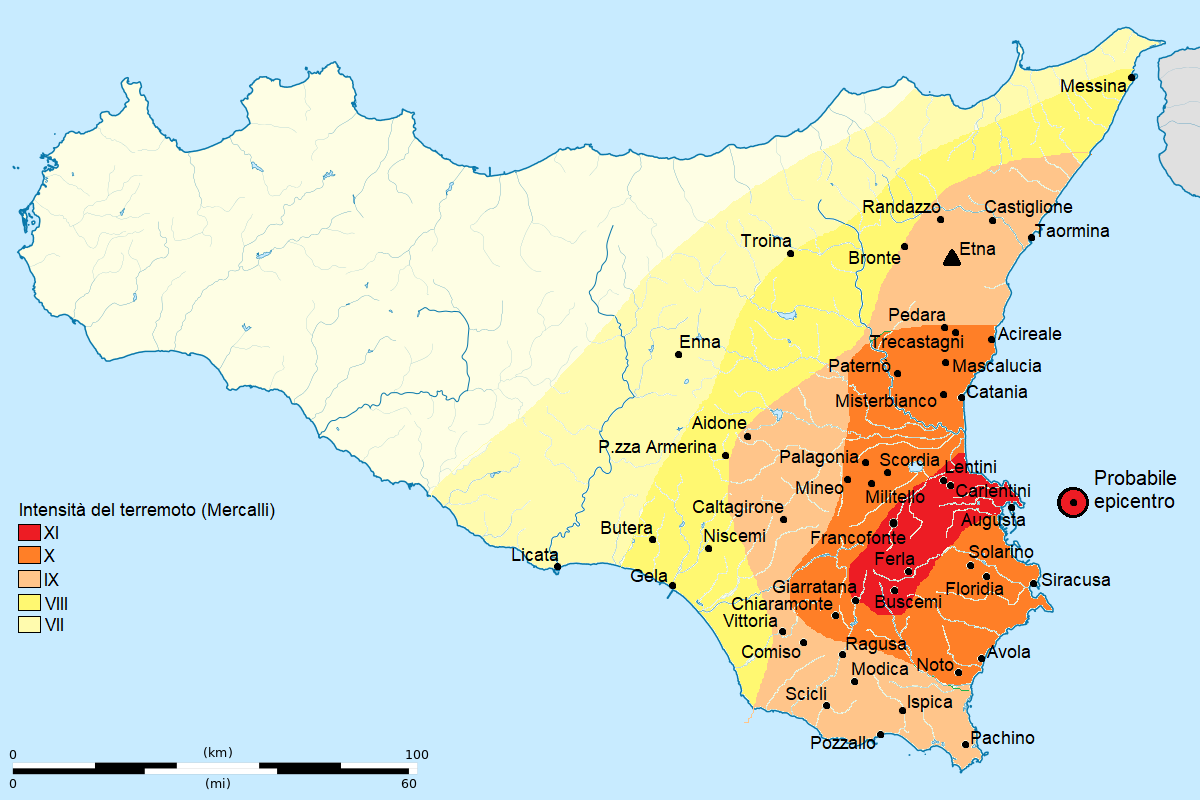

1693년 시칠리아 지진(1693 Sicily earthquake)은 현지 시간으로 1월 11일 21시경에 당시 스페인 칼라브리아와 몰타 왕이 아라곤 왕조의 영토였던 시칠리아 근처 이탈리아 남부 지역을 강타했다. 이번 지진은 1월 9일에 발생한 전진으로 인해 발생했다. 본 지진은 이탈리아 기록 역사상 가장 강력한 모멘트 규모 7.4로 추산되었으며, 메르칼리 강도 규모의 최대 강도는 XI(극심)로 최소 70개의 마을과 도시를 파괴하고 한 지역에 심각한 영향을 미쳤다. 면적은 5,600제곱킬로미터(2,200제곱마일)에 달하며 약 6만 명이 사망했다.
지진 이후 쓰나미가 발생해 이오니아 해와 메시나 해협의 해안 마을이 황폐화되었다. 카타니아 전체 인구의 거의 2/3가 사망했다. 재난의 진원지는 아마도 해안에 가까웠을 가능성이 높지만, 정확한 위치는 아직 알려지지 않았다. 지진으로 인한 파괴의 정도와 정도는 시칠리아 남동부의 마을과 도시, 특히 발 디 노토(Val di Noto)를 균질한 후기 바로크 양식으로 대대적으로 재건하는 결과를 가져왔다.
왕립학회의 철학적 거래(Philosophical Transactions of the Royal Society)에 게재된 빈첸티우스 보나후투스(Vincentius Bonajutus)의 지진에 대한 동시대 설명에 따르면, "이 나라에서는 우리가 다리를 딛고 있거나 춤추는 지구의 한 장소에 머무르는 것이 불가능했다. 마치 굴러다니는 큰 파도처럼 땅바닥에 좌우로 던져졌다."가 언급되었다.

## 같이 보기
- 이탈리아의 지진 목록